# Mercedes-Benz M 256
| Mercedes-Benz        | Mercedes-Benz              |
| -------------------- | -------------------------- |
|                      |                            |
| M 256                |                            |
| Hersteller:          | Mercedes-Benz              |
| Produktionszeitraum: | seit 2017                  |
| Funktionsprinzip:    | Otto                       |
| Bauform:             | Reihenmotor, Sechszylinder |
| Motoren:             | 3,0 Liter (2999 cm³)       |
| Vorgängermodell:     | M 276                      |
| Nachfolgemodell:     | keines                     |
| Ähnliche Modelle:    | M 254 M 260/M 264          |

Der M 256 ist ein von Mercedes-Benz entwickelter Ottomotor, der 2017 im Zuge der Modellpflege der S-Klasse (Baureihe 222) eingeführt wurde. Es ist ein Sechszylinder-Reihenmotor mit Abgasturboaufladung, welche motorvariantenabhängig (siehe unten) noch zusätzlich um einen elektrischen Zusatzverdichter ergänzt wird. Montiert wird er im Motorenwerk Stuttgart-Untertürkheim.
Der M 256 ist Nachfolgemodell des M 276 und Teil einer modularen Motorengeneration, die 4- und 6-Zylinder-Dieselmotoren sowie 4- und 6-Zylinder-Ottomotoren umfasst. Durch identischen Zylinderhubraum (ca. 500 cm³) und -abstand wird eine hohe Zahl von Gleichteilen erreicht.

## Technik

### Grundmotor
Der Hubraum des Sechszylinder-Reihenmotors beträgt 2999 cm³ mit einer Bohrung von 83 mm und einem Hub von 92,4 mm bei einem Zylinderabstand von 90 mm. Das Verdichtungsverhältnis beträgt 10,5.
Die Steuerung des Ladungswechsels erfolgt über vier Ventile pro Zylinder (Vierventiltechnik) und zwei obenliegende, von einer Steuerkette angetriebene Nockenwellen.
Der Grundmotor ist bezüglich seiner Zylinderabstände (90 mm) und der Bohrung (83 mm) in Längsrichtung äußerst kompakt aufgebaut. Bei nur 7 mm Stegdicke ist erkennbar, dass eine Hubraumerweiterung, wie sie in Vorgängerbaureihen häufig vorgenommene wurde, nicht vorgesehen ist. Diese könnte lediglich über eine Vergrößerung des Hubs erreicht werden.

### Aufladung und Abgas
Der Motor hat einen Abgasturbolader sowie – je nach Motorvariante – einen elektrisch angetriebenen Zusatzverdichter von BorgWarner mit einer Leistung von >5 kW, der das Ansprechverhalten des Motors verbessert. Der elektrische Verdichter beschleunigt innerhalb von 300 ms auf 70.000/min und sorgt somit für einen schnellen Aufbau des Ladedrucks und kann ein Druckverhältnis von 1,45 erzeugen. Der elektrische Zusatzverdichter arbeitet mit einer Betriebsspannung von 48 V. Er wird in niedrigen Drehzahlbereichen mit hoher Ladedruckanforderung eingeschaltet und im mittleren Drehzahlbereich mit hoher Ladedruckanforderung ausgeschaltet. Im Schubbetrieb sowie bei hohen Ladedruckanforderungen mit mittleren und hohen Bereich ist er ausgeschaltet.
Im Abgasstrang folgt auf die Abgasturbine ein Drei-Wege-Katalysator. Im Unterboden des Fahrzeugs wird zusätzlich serienmäßig ein Partikelfilter eingebaut. Des Weiteren wird erstmals ein integrierter Luft-Flüssigkeit-Ladeluftkühler eingesetzt, welcher zwischen der Drosselklappe und Ansaugbrücke platziert ist.

### Nebenaggregate
Der M 256 arbeitet ohne einen konventionellen Riementrieb zum Antrieb von Nebenaggregaten, wodurch sich seine Einbaulänge verkürzt. Stattdessen werden die elektrische Kühlmittelpumpe und der elektrische Klimakompressor aus dem neuen 48-V-Bordnetz versorgt.
Ein zentraler Bestandteil des neuen Motors ist der integrierte Startergenerator (ISG), der sowohl die Funktion des Generators als auch des Anlassers übernimmt. Der ISG kann den Motor mit maximal 16 kW (22 PS) und 250 Nm Drehmoment unterstützen („Boosten“ aus dem 48-V-Akkumulator), zum Beispiel beim Kick-Down, und übernimmt außerdem weitere Hybridfunktionen wie Rekuperieren (Rückgewinnung eines Teils der Bewegungsenergie beim Bremsen in den 48-V-Akkumulator) oder Segeln. Ferner hilft er dabei, den Verbrennungsmotor durch Lastpunktverschiebung in einem günstigen Kennfeldbereich zu betreiben. Somit wird jedes mit dem M 256 ausgestattete Fahrzeug zu einem Mildhybrid.

## Versionen
Der M 256 wird in mehreren Leistungsstufen angeboten.

### M 256 E30 DEH LA G R *
Diese Version verfügt ausschließlich über einen Turbolader.
| Verkaufsbezeichnung                                                                                                | Baureihe                  | Bauzeitraum               |
| --- | ------------------------- | ------------------------- |
| Hubraum: 2999 cm³, Leistung: 270 + 16 kW (367 + 22 PS) bei 5.500–6.100/min, Drehmoment: 500 Nm bei 1.600–4.000/min |                           |                           |
| AMG GT 43 (4MATIC+)                                                                                                | X 290                     | ab 12/2018                |
| CLS 450 4MATIC | C 257                     | seit 03/2018              |
| E 450 4MATIC | Baureihe 213 Baureihe 238 | seit 06/2020 seit 07/2020 |
| GLE 450 4MATIC | V 167                     | seit 10/2018              |
| GLS 450 4MATIC | X 167                     | seit 2019                 |
| S 450 | Baureihe 222 Baureihe 223 | seit 07/2017 seit 12/2020 |

### M 256 E30 DEH LA G *
Diese Version verfügt über einen Turbolader und einen elektrischen Zusatzverdichter.
| Verkaufsbezeichnung                                                                                                | Baureihe                  | Bauzeitraum               |
| --- | ------------------------- | ------------------------- |
| Hubraum: 2999 cm³, Leistung: 320 + 16 kW (435 + 22 PS) bei 5.900-6.100/min, Drehmoment: 520 Nm bei 1.800-5.500/min |                           |                           |
| AMG GT 53 4MATIC+                                                                                                  | X 290                     | seit 12/2018              |
| CLS 53 4MATIC+ | C 257                     | seit 05/2018              |
| E 53 4MATIC+ | Baureihe 213 Baureihe 238 | seit 04/2018 seit 05/2018 |
| GLE 53 AMG 4MATIC+                                                                                                 | V 167                     | seit 08/2019              |
| GLE 53 AMG 4MATIC+ Coupé                                                                                           | C 167                     | seit 11/2019              |
| S 500 | Baureihe 222 Baureihe 223 | seit 07/2017 seit 12/2020 |

 * Die Motorbezeichnung ist wie folgt verschlüsselt:
M = Motor (Otto), Baureihe = 3-stellig, Hubraum = Deziliter (gerundet), DE = Direkteinspritzung, H = Homogen, L = Ladeluftkühlung, A = Abgasturbolader, G = boostfähiger Starter-Generator, R = leistungsreduziert